# Lygisma flavum
Lygisma flavum là một loài thực vật có hoa trong họ La bố ma. Loài này được (Ridl.) Kerr mô tả khoa học đầu tiên năm 1939.